# Lužani (Derventa)
Lužani (szerbül: Лужани, korábban Lužani Turski), település Bosznia-Hercegovinában, Derventa községben, a Szerb Köztársaság északi régiójában. 

## Fekvése
A település Bosznia-Hercegovina északi részén, Dobojtól légvonalban 33, közúton 45 km-re északnyugatra, községközpontjától légvonalban 4, közúton 5 km-re nyugatra, az Ukrina bal partján elterülő hordaléksíkságon, 110-112 méteres magasságban található.

## Népessége
| Nemzetiségi csoport | Népesség 1991 | Népesség 2013 |
| ------------------- | ------------- | ------------- |
| Szerb               | 1             | 21            |
| Bosnyák             | 323           | 200           |
| Horvát              | 22            | 1             |
| Jugoszláv           | 10            | 0             |
| Egyéb               | 0             | 16            |
| Összesen            | 356           | 238           |

## Története
A település 1878-ig tartozott az Oszmán Birodalomhoz, ekkor a berlini kongresszus határozata alapján az Osztrák-Magyar Monarchia része lett. A monarchia szétesésével 1918-ban előbb a Szerb-Horvát-Szlovén Királyság, majd 1929-től a Jugoszláv Királyság része lett. Az 1929-es törvény értelmében, amikor Bosznia-Hercegovinát négy banovinára, Drinskára, Vrbaskára, Zetskára és Primorskára osztották, a település a Vrbaska banovina (Orbászi bánság) része lett, amelynek székhelye Banja Luka volt. 1939-ben a közigazgatás átszervezésével a Hrvatska banovina (Horvát Bánság) része lett.
A második világháborúban Jugoszlávia megszállása után a Független Horvát Állam (NDH) része lett. A második világháború után 1992-ig a település a szocialista Jugoszlávia keretében a Bosznia-Hercegovinai Népköztársaság része volt. A boszniai háborút lezáró daytoni békeszerződés rendelkezése alapján az ország területét felosztották a Bosznia-hercegovinai Föderáció és a boszniai Szerb Köztársaság között. A békeszerződés utáni területmegosztási megállapodás értelmében a település Derventa község részeként a Boszniai Szerb Köztársasághoz került. 

## Nevezetességei
A település mecsetének építése 1988-ban kezdődött, de az épület 1992-ig befejezetlen maradt. 1992 júniusában, a boszniai háború idején teljesen lerombolták. A mecset építése az alapítványi házzal együtt 2003-ban folytatódott. Hivatalos átadása 2019. július 28-án volt.